# Poekilopleuron
Poekilopleuron (z řečtiny, význam „různá žebra“) byl rod středně velkého teropoda z nadčeledi Megalosauroidea, jehož fosilie byly objeveny v roce 1828 na území Francie.

## Historie

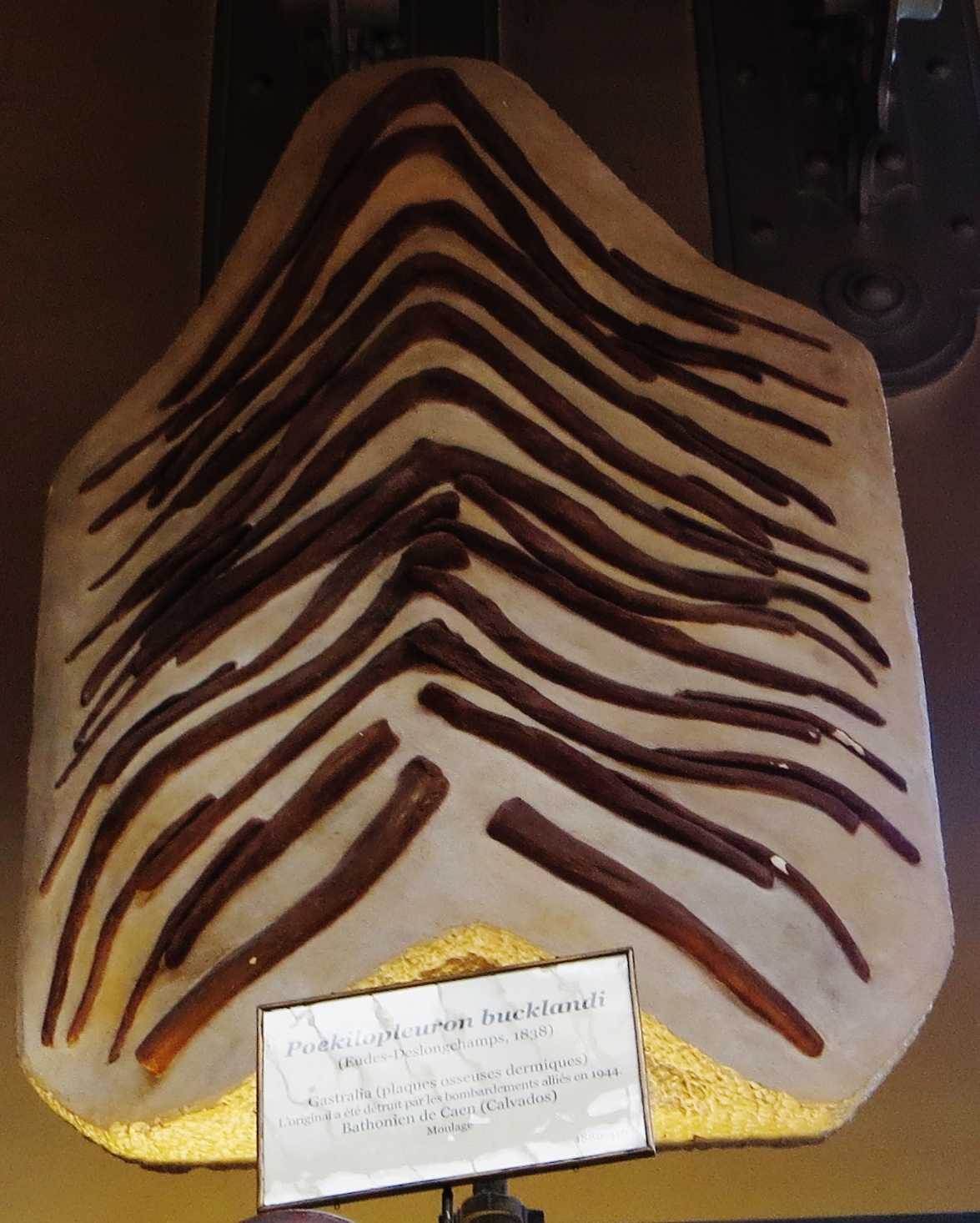
Obratle pékilopleurona

Formálně byl poekilopleuron popsán již roku 1837 a patří tak vůbec k prvním vědecky rozeznaným dinosaurům. Původně byly fosilie tohoto teropoda považovány za zkameněliny jakéhosi vodního plaza, který se na souš přicházel pouze slunit.
Byl to jeden z prvních popsaných dinosaurů, jeho fosilie však byly za 2. světové války zničeny, stejně jako fosilie afrických druhů – spinosaura, karcharodontosaura, égyptosaura a dalších. Zachovaly se jen odlitky fosilních kostí. V roce 1994 byla v Normandii vykopána téměř úplná lebka a další zlomky kostí tohoto dinosaura, které byly pojmenovány P. valesdunensis.

## Rozměry
Tento středně velký až velký teropod dosahoval délky kolem 7 až 9 metrů a hmotnosti asi 1000 kilogramů.

## Systematika
Poekilopleuron byl příbuzný rodům Eustreptospondylus, Afrovenator, Dubreuillosaurus, Magnosaurus, Piveteausaurus.